# Lista postaci cyklu Kroniki Amberu
Poniżej znajduje się lista postaci cyklu Kroniki Amberu.

## Amberyci

### Benedykt
Benedykt – jeden z książąt Amberu. Benedykt jest wysoki, szczupły i surowy. Ma brązowe, proste włosy i piwne oczy. Nosi się w barwach pomarańczowej, żółtej i brązowej. Poświęcił życie sztuce wojennej i jest uznawany za najlepszego szermierza i taktyka. Benedykt jest synem Cymnei i Oberona. Jest najstarszym księciem Amberu, ale nie daje mu to pierwszeństwa do tronu. Ojciec jego bowiem unieważnił swoje małżeństwo z jego matką. Według Ilustrowanego przewodnika po zamku Amber Zelazny’ego i Randala Benedykt słynie z zamiłowania do wszystkiego co ma związek z kulturą japońską z Ziemi. Przewodnik... podaje, że swe apartamenty urządził w stylu japońskim. Benedykt posiada też nietypowe jak na Amberytę poczucie odpowiedzialności za poddanych z Cieni w których włada. Poznajemy go po raz pierwszy jako protektora Avalonu, w drugim tomie Kronik. Z sobie tylko znanych powodów nie jest zainteresowany zdobyciem władzy w Amberze. Jest to jedna z najsilniejszych i najbardziej zrównoważonych postaci w Amberze. Prawnuczką Benedykta jest Dara. W czasie walki z piekielnymi amazonkami w Avalonie Benedykt miał romans z przywódczynią amazonek - Lintrą, jej córką była Dara i takie samo imię otrzymała jej prawnuczka.

### Bleys
Bleys – syn Oberona i Clarissy. Jego barwy to czerwony i pomarańczowy. Herbem jest otwarta księga. Bleys, jak wszystkie dzieci Clarissy ma rude włosy. Nosi brodę. Bleys wraz z Fioną i Brandem zawiązali spisek celem przejęcia władzy w Amberze. Bleys miał zostać symbolicznym królem, natomiast rządzić miała cała trójka. Pojawił się jednak problem w postaci Branda, który nie chciał dzielić się władzą. Co więcej, zaczął on stanowić zagrożenie dla całego Wszechświata. Bleys wraz z Fioną zwrócił się wtedy przeciw Brandowi. Gdy Corwin postanowił walczyć z Erykiem, Bleys sprzymierzył się z Corwinem. W trakcie ataku na Amber spadł w przepaść. Corwin uratował go rzucając mu swoją talię kart, dzięki której Bleys mógł przenieść się w inne miejsce.

### Brand
Brand – syn Clarissy i Oberona. Rudowłosy o zielonych oczach. Najczęściej nosi się w kolorach zieleni. Jego symbolem jest spadająca gwiazda. Używa miecza Werewindle, zwanego Klingą Dnia. Biegły w magii. W Twierdzy Czterech Światów przeszedł Rytuał Fontanny czyniący go tzw. żywym atutem tj. pozwalający na swobodne natychmiastowe przemieszczanie się w dowolne miejsce. Mimo tego, że jest księciem Amberu, zawiera tajny pakt z Dworcami Chaosu. Dąży do zniszczenia Wzorca i jego ponownego wyrysowania. Jeśli by mu się ten zamysł udał, zniszczyłby stary, a następnie stworzyłby nowy wszechświat, z sobą w roli głównej. Ginie zastrzelony z łuku przez Caine’a, lecz pociąga za sobą w przepaść również Deirdre.

### Caine
Caine – jeden z książąt Amberu. Rodzony brat Juliana i Gerarda, syn Oberona i Rilgi. Caine ma ciemne włosy, brązowe oczy i opaloną karnację. Jego barwy to czerń i zieleń, a symbol – lecąca mewa, co świetnie oddaje jego naturę marynarza z zamiłowania i dowódcy floty Amberu. Jego ulubioną bronią są sztylety i włada nimi po mistrzowsku. Caine lubi używać życia. Jak każdego potomka Oberona cechowała go nieufność wobec wszystkich, ale też pełna lojalność wobec Amberu. Obiecuje Corwinowi pomoc w usunięciu samozwańczego króla Eryka, po czym zmienia zdanie i staje przeciwko niemu z całą swoją flotą. Po śmierci Eryka, Caine podejrzewa Corwina o działania na szkodę Amberu, postanawia więc skompromitować brata pozorując własną śmierć, w taki sposób, że głównym podejrzanym o zabójstwo staje się Corwin. „Ożywa” w decydującym momencie Wojny Skazy Wzorca, kiedy to zabija Branda. Za kilka lat jednak sam ginie w cieniu zwanym Deiga z ręki Rinalda syna Branda, który w ten sposób pomścił śmierć ojca.

### Coral
Coral – nieślubna córka Oberona i Kinty - żony premiera Begmy. Wysoka o rudobrązowych włosach. Jeszcze w dzieciństwie poślubiona Rinaldo – ówczesnemu księciu Kashfy. Coral domyśla się jednak swego pochodzenia i postanawia przejść Wzorzec. Po udanym przejściu, gdy może przenieść się w dowolne miejsce, zwraca się do wzorca z prośbą o przeniesienie jej tam, gdzie on chce, co przysparza Merlinowi wielu kłopotów. Gdy Coral wraca do Amberu - dochodzi do starcia pomiędzy Wzorcem a Logrusem, w wyniku czego Coral traci oko. Dworkin dokonuje operacji i w miejsce straconego oka wstawia Klejnot Wszechmocy (Oko Węża). Aby nie dopuścić do zachwiania równowagi pomiędzy siłami Porządku i Chaosu - Coral wysłana zostaje do Kashfy, gdzie jest żoną Rinalda (który jest już królem). Siły Chaosu i Porządku dalej toczą o nią walkę, gdyż jej obecność w Dworcach Chaosu czy też w pobliżu Pierwotnego Wzorca prowadziłaby do przechylenia równowagi na jedną z walczących stron.

### Dalt
Dalt – Pochodzi z Eregonoru. Ma jasne włosy i jest potężnie zbudowany. Jest synem Oberona i Deeli Desacratrix. Nienawidzi swego ojca i jego królestwa. Powód tej nienawiści związany jest z historią rodzinną. Matka Dalta była wojowniczką i fanatyczką religijną odpowiedzialną za bezczeszczenie świątyń Jednorożca. Została pojmana i zgwałcona przez Oberona. Udało się jej uciec, ale okazało się, że jest w ciąży, a owocem gwałtu był właśnie Dalt. Odtąd próbował on pomścić krzywdę matki. Wraz z nią zaatakował Amber, jednakże atak był nieudany. Deela zginęła, a Dalt został ciężko ranny i przeżył jedynie z uwagi na typową dla potomków Oberona niezwykłą wytrzymałość. Dalt przyjaźni się z innym Amberytą skłóconym z rodziną królewską Amberu - Rinaldem.

### Deirdre
Deirdre – jedna z księżniczek Amberu. Jest córką Faielli i Oberona. Najczęściej nosi się w kolorach srebra i czerni. Ma niebieskie oczy i długie czarne włosy. Ukochana siostra Corwina. Piękna, potężna i łagodna. Lud Amberu traktował ją prawie jak boginię. Ginie razem z Brandem, pociągnięta przez niego w przepaść, na końcu tzw. Wojny Skazy Wzorca.

### Dworkin
Dworkin – wywodzi się z rodu Barimen z Dworców Chaosu. Po zdobyciu niewiadomym sposobem Lewego Oka Węża (Klejnotu Wszechmocy), uciekł on w Cień, a następnie spotkał Jednorożca. Dzięki jej pomocy i używając Oka, narysował Pierwotny Wzorzec, dając początek Amberowi. Oberon, pierwszy król Amberu jest potomkiem Dworkina i Jednorożca. Przez wieki Dworkin przebywał na dworze Amberu jako doradca i nauczyciel mocy Atutów, często jednak wyruszał w podróże do nieznanych miejsc. Wśród jego uczniów wyróżnić można dzieci Oberona: Bleysa, Branda oraz Fionę. Gdy Wzorzec został uszkodzony, Dworkin popadł w szaleństwo i został uwięziony przez Oberona. Uwięzienie nie było jednak skuteczne, gdyż potrafił on uciec ze swej samotni.

### Eryk
Eryk – jeden z książąt Amberu. Na Kartach Atutu przedstawiony jako przystojny brodacz o niebieskich oczach i czarnych, prawie granatowych włosach. Ubrany w skórzaną kurtkę, pelerynę, wysokie, czarne buty, rękawice i spięty rubinem czerwony pas, przy którym wisiał srebrzysty miecz. Kołnierz i rękawy były obszyte na czerwono. Jego herb to dwa skrzyżowane rapiery. Eryk jest synem Faielli i Oberona. Starszy brat Corwina i pierwszy w kolejce do tronu. Po zniknięciu Oberona zagarnia tron po zwycięskiej walce szermierczej z Corwinem, którego przenosi na Ziemię podczas Zarazy, zostawiając go tam by umarł.

### Fiona
Fiona – córka Oberona i Clarissy. Niska, rudowłosa, zielonooka o jasnej cerze porównywanej do macicy perłowej. Ubiera się w zieleń, kolor lawendowy i purpurowy. Fiona zna się dobrze na magii podobnie jak jej bracia, Brand i Bleys. Fiona często zmienia sojusze. W walce o tron Amberu zawiązała sojusz z Bleysem i Brandem. Idea była taka by królem formalnie był Bleys, ale de facto rządziła cała trójka. Gdy okazało się, że ambicje Branda sięgają znacznie dalej i stanowią niebezpieczeństwo dla Wszechświata - doprowadziła do jego uwięzienia. Gdy nieświadome niczego rodzeństwo uwolniło Branda - usiłowała go zabić. Fionę interesuje utrzymanie równowagi pomiędzy siłami Amberu (Wzorcem) i Chaosu (Logrusem). Jest dobrze znana w Dworcach Chaosu. Jej wielbicielem jest Mandor.

### Flora
Flora – córka Oberona i Dybele. Jej zainteresowania obracają się wokół władzy i seksu. Flora trzyma się blisko osób znajdujących się u władzy. Na polecenie Eryka pilnuje jego dotkniętego amnezją rywala Corwina, wygnanego na Ziemię. Popiera wszystkie działania Eryka. Gdy jednak Eryk ginie, a Corwin zostaje regentem, Flora wykazuje wobec niego pełną lojalność. Chętnie też pomaga jego synowi Merlinowi. Jest też znana z zamiłowania do snobizmu, oraz romansów z wybitnymi mężczyznami z różnych Cieni, w tym z Napoleonem, lordem Byronem i Mussolinim.

### Gerard
Gerard – syn Oberona i Rilgi. Używa jako symbolu żaglowca. Odznacza się wyjątkową siłą fizyczną, lecz raczej całkiem przeciętną inteligencją i dużą łatwowiernością. Gerard raczej trzyma się z dala od rozgrywek o tron Amberu, jednakże gdy Amberowi grozi niebezpieczeństwo bez wahania stara się pomagać. To on pobił Corwina do nieprzytomności gdy zaczął podejrzewać go o intrygi przeciw rodzeństwu. On też (z pomocą innych) uwolnił Branda, a następnie chronił przed niebezpieczeństwem. Gdy Brand okazał się zdrajcą - bez wahania stanął przeciw niemu. Gerard jest dowódcą Floty Amberu.

### Julian
Julian – syn Oberona i Rilgi. Julian ma długie czarne włosy i niebieskie oczy. Nosi białą emaliowaną zbroję. Jego wierzchowiec to Morgenstern. Julian w walce o tron Amberu zdecydowanie poparł Eryka. On też poradził Erykowi by ten zamiast zabijać Corwina kazał go oślepić. Gdy jednak Eryk ginie w walce z siłami Chaosu, a Corwin zostaje regentem, Julian jest mu lojalny. Gdy Jednorożec wybiera Randoma jako króla Amberu, Julian jako pierwszy składa mu hołd, choć obydwaj bracia wyraźnie się nie lubili.

### Llewella
Llewella – córka Oberona i Moins. Ponieważ jej matka pochodzi z Rebmy, Llewella - jak wielu mieszkańców tej krainy ma zielone włosy i oczy oraz oliwkową karnację. Llewella nie ma zwyczaju brać udziału w rozgrywkach rodzinnych w Amberze. Często przebywa w ojczyźnie matki. Mimo spokojnego charakteru - Llewella naraziła się kiedyś Erykowi. Stało się tak dlatego, że ojciec obojga uznał ją oficjalnie za swoją córkę (była dzieckiem nieślubnym), a nie uczynił podobnego aktu wobec (również zrodzonego poza małżeństwem) Eryka.

### Martin
Martin – nieślubny syn Randoma i Morganthe. Był owocem romansu Randoma z Morganthe, córką Moire z Rebmy. Jego matka popełniła samobójstwo wkrótce po urodzeniu go. Wychował się w królestwie babki, lecz gdy dorósł przeszedł Wzorzec w Rebmie i podróżował długo w Cieniu. Tam zaopiekował się nim Benedykt, przebywający w tym czasie w Avalonie. W czasie podroży próbował go zabić Brand, co doprowadziło do powstania Skazy Wzorca.

### Random
Random – syn Oberona i Paulette. Herbem Randoma jest motyw perkusji, a kolorami pomarańczowy, czerwony i brązowy. Najmłodszy z braci, nieco lekkomyślny, lubi się dobrze zabawić, kocha muzykę jazzową, grę na perkusji i hazard. W królestwie Rebma poznaje Morganthe (córkę królowej Moire), wiąże się z nią, płodzi syna Martina, a następnie porzuca ją, doprowadzając do samobójstwa. Za karę zmuszony jest poślubić Vialle, niewidomą dziewczynę z Rebmy. Ku zaskoczeniu wszystkich Random i Vialle zakochują się w sobie i stają się najwierniejszą parą małżeńską. Po śmierci Oberona Jednorożec przekazuje Klejnot Wszechmocy Randomowi - czyniąc go królem Amberu. Jako król Random znacznie się zmienia - staje się rozważny i odpowiedzialny.

### Rinaldo
Rinaldo, bardziej znany jako Luke Reynard – wysoki rudowłosy młodzieniec „przystojny pomimo, a może z powodu artystycznie złamanego nosa”. Kolorem Luke’a-Rinalda jest zieleń, a herbem - Feniks. Luke jest synem Branda i Jasry. Przeszedł Wzorzec w Tir na Nog'th. Po śmierci ojca w Wojnie Skazy Wzorca jest zdecydowany na zemstę nie tylko na Cainie – bezpośrednim sprawcy, ale też na wszystkich Amberytach. Przedostaje się na Ziemię, gdzie przebywa Merlin. Od matki otrzymuje zadanie zgładzenia Merlina, istotnie podejmuje takie próby w każdą rocznicę dnia, w którym otrzymał informację o śmierci ojca. Gdy jednak lepiej poznaje Merlina - zaprzyjaźnia się z nim i zaniechuje dokonywania zamachów. Dalej jednak pragnie zemścić się na reszcie rodziny królewskiej Amberu. Zabija Caina i rani Bleysa.

## Chaosyci

### Dara
Dara – wysoka, szczupła, nieco piegowata o brązowych krótkich włosach i ciemnych oczach. Biegła w szermierce. Jej symbolem jest koło, którego lewa połowa jest czarna, a prawa biała. Corwin ma z nią romans i owocem tego związku jest Merlin. Dara jest prawnuczką księcia Amberu Benedykta. Rodzice Dary należeli do znamienitych rodów w Dworcach Chaosu – ojciec pochodził z rodu Helgram, a matka z rodu Hendrake. Dara, w przeciwieństwie do większości swych przodków, ma postać w pełni ludzką, w czym przypomina pradziadka – Amberytę. Potrafi jednak (jak wszyscy Chaosyci) przybierać formę demoniczną. Natomiast podobnie jak Amberyci była w stanie przejść Wzorzec. Dara poślubia Gramble Sawalla, z którym ma dwójkę dzieci: Despila i Jurta. Wychowują się oni wspólnie z Merlinem, a ich przybranym bratem jest Mandor – syn Gramble Sawalla z pierwszego małżeństwa.

### Jurt
Jurt – młodszy przyrodni brat Merlina i rodzony Despila. Syn Gramble Sawalla i Dary Hendrake. Stale rywalizuje z Merlinem. Zazdrości mu, gdyż sądzi, że to Merlin faworyzowany jest przez matkę. W czasie jednej z walk z Merlinem Jurt traci oko, kawałek ucha i palec. Sprzymierza się z Julią – dawną dziewczyną a teraz przeciwniczką Merlina. W Twierdzy Czterech Światów przechodzi przez tzw. „Rytuał Fontanny” i staje się „żywym atutem” tzn. może dowolnie przemieszczać się z miejsca na miejsce, bez pomocy kart tarota. Mimo zdobytych umiejętności Jurt czuje się niepewnie. W końcu postanawia pogodzić się z Merlinem.

### Mandor
Mandor – jego ojcem jest Gramble Sawall z Dworców Chaosu, imię matki nie jest znane. Drugą żoną Gramble jest Dara. Jego przybranym bratem jest jej syn z pierwszego związku - Merlin, a braćmi przyrodnimi: Despil i Jurt. Lepszy kontakt ma on jednak z Merlinem, choć nie łączy ich biologiczne pokrewieństwo. Włosy Mandora są śnieżnobiałe. Kontrastują one z młodymi, choć nieco ostrymi rysami twarzy. Mandor nie jest może zbyt przystojny, ale ma duże powodzenie u kobiet. Mandor ubiera się w czerń, jedynie brzeg kołnierzyka i wystające mankiety są białe. Herbem Mandora są cztery pola szachownicy z pionkiem i koniem ustawionymi na białych polach. Mandor odznacza się wielką inteligencją i zamiłowaniem do wszelkich kalkulacji oraz intryg. Rozumuje w sposób makiawelistyczny. Jest wybitnym czarodziejem. Jego podstawowym narzędziem są trzy kule, które stanowić mogą groźną broń. Mandor kocha sztukę - w tym sztukę kulinarną. Przy przyrządzaniu potraw również posługuje się magią.

### Ty'iga
Ty'iga – bezcielesny demon. Demony te żyją na granicach Otchłani. Mają zdolność brania w posiadanie cudzego ciała. Człowiek ogarnięty przez ty'igę nic nie pamięta, z tego co robił, w czasie gdy „gościł” demona. Gdy ty'ga opuszcza gospodarza, ma on takie wrażenie, jakby budził się z letargu. W Kronikach poznajemy jednego demona tego typu, która jest płci żeńskiej, choć może zamieszkiwać ciała ludzi obojga płci. Ty'iga została zobowiązana przez Darę do chronienia jej syna Merlina, gdy ten udał się na Ziemię. Nie miała jednak prawa wyjawić Merlinowi celu swej misji. Ponieważ na Cieniu-Ziemi było dwóch Amberytów (Merlin i Luke) - ty'iga początkowo nie wiedziała kogo chronić i chroniła obu. Aby to robić wcieliła się w Gail Lampron i była dziewczyną Luke’a. Tym sposobem była zapewne jedynym demonem, który ukończył Berkeley University.

## Inne postaci

### Jasra
Jasra – pochodzi z Cienia położonego w pobliżu Dworców Chaosu. Piękna, rudowłosa, posiada zęby jadowe. Żona Branda, matka Rinalda. Jest czarodziejką i dawną uczennicą Dary. Jest adeptką tak zwanej Drogi Pękniętego Wzorca. Dużą część życia spędziła w Kashfie. Została żoną króla Kashfy Menillana. Później wraz z dowódcą straży pałacowej Jasrickiem (dawnym kochankiem Flory) doprowadziła do obalenia męża i ogłosiła się królową. Poślubiła Jasricka. Później skazała go na śmierć za prawdziwą lub domniemaną zdradę. Swego kolejnego męża – Branda poznała przy okazji jakiegoś czarodziejskiego eksperymentu. Brand nie chciał jednak zostać królem Kashfy, choć był prawdopodobnie jedynym z jej towarzyszy życia, którego chętnie widziałaby na tronie. Z Brandem miała swe jedyne dziecko – syna Rinalda, którego postępowaniem zawsze pragnęła kierować i złościło ją, gdy nie działał po jej myśli. Po śmierci męża Jasra pragnęła zemsty na członkach królewskiego rodu Amberu.

### Julia Barnes
Julia Barnes – była dziewczyna Merlina. Julia wykazuje zainteresowanie czarami i okultyzmem. Merlin znajduje jej ciało rozszarpane przez bestię przybyłą z Cienia. Okazuje się jednak, że śmierć została upozorowana, a Julia opanowała Twierdzę Czterech Światów.

### Moire
Moire – władczyni podwodnego miasta Rebmy. Ma włosy koloru szmaragdu przetykane srebrem i ogromne oczy koloru nefrytu. Opis ukazuje ją ubraną w niebieskie, łuskowe spodnie ze srebrnym paskiem. Atrybutem władzy jest berło z różowego korala. Lubi biżuterię: na czole nosiła obręcz z białego złota, na szyi naszyjnik z szafirem, a na każdym palcu u ręki miała pierścień z kamieniem w innym odcieniu błękitu. Moire miała córkę Morganthe, którą uwiódł Random. W miesiąc po tym Morganthe powróciła do Rebmy, będąc w ciąży. Urodziła syna o imieniu Martin. W kilka miesięcy po porodzie popełnia samobójstwo. Z tego powodu Moire nienawidziła Randoma, toteż ukarała go przymuszając do małżeństwa z niewidomą kobietą o imieniu Vialle.

### Nayda
Nayda - córka Orkuza, premiera Begmy i jego żony Kinty. Siostra przyrodnia Coral. Opisana jako niewysoka brunetka, nieco tęga. Naydę poznajemy, gdy wraz ze swoim ojcem (jako jego sekretarz) oraz siostrą przybywa do Amberu. Dowiadujemy się, że przeszła ona ciężką chorobę, ale już wyzdrowiała, jednakże później okazuje się, że prawdziwa Nayda zmarła, w jej ciele natomiast zamieszkała ty'iga. Najbliższe otoczenie dziewczyny jednak niczego się nie domyślało.

### Vialle
Vialle – pochodzi z podwodnego królestwa Rebmy. Drobna, niska brunetka. Niewidoma od urodzenia. Jest zdolną rzeźbiarką. Wykazuje też pewne zdolności empatyczne. Jako niewidoma, Vialle miała nikłe szanse na małżeństwo. Królowa Moire znalazła jednak dla niej męża. Był to Random z Amberu. Poślubienie Randoma miało być dla niej sposobem na awans społeczny, a dla niego karą. Moire nie wierzyła w trwałość tego związku, zezwoliła więc, by małżonkowie rozstali się po roku. Tymczasem Random i Vialle niespodziewanie zakochali się. Vialle podąża za Randomem do Amberu, choć początkowo położenie jej jest trudne, gdyż Random jest uwięziony za próbę zamachu na Eryku. Po Wojnie Skazy Wzorca Random zostaje królem, a Vialle królową. Jest ona jedną z niewielu osób w Amberze, które nie mają żadnych wrogów. Inaczej niż większość Amberytów bardzo ceni życie ludzkie. To za jej pośrednictwem udało się przerwać łańcuch vendetty zapoczątkowany przez śmierć Branda.